# 三大始祖

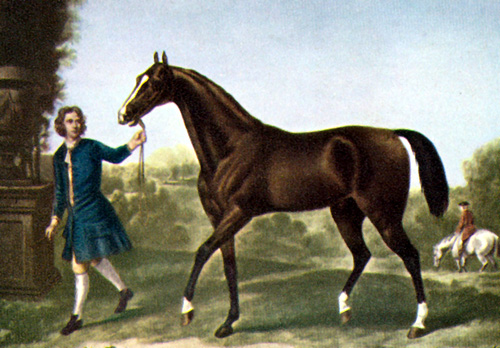
ダーレーアラビアン

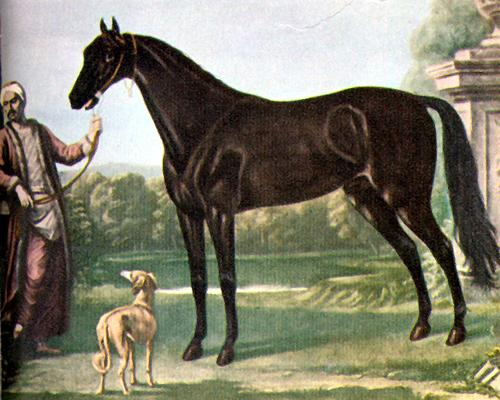
バイアリーターク

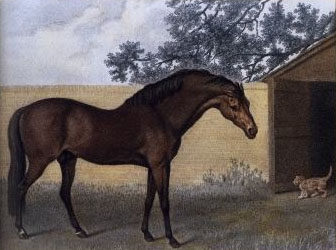
ゴドルフィンアラビアン

三大始祖（さんだいしそ、英語: Three Foundation Sires）とは、現在のサラブレッドの直系父系祖先を可能な限り遡った場合に辿り着く、ダーレーアラビアン、バイアリーターク、ゴドルフィンアラビアンの3頭の種牡馬のことである。

## 概要
現存のサラブレッドの血統を記録の残る限り、「父の父そのまた父」というふうに遡っていくと必ずたどり着く3頭の種牡馬を、三大始祖と称する。3頭の中では、ダーレーアラビアンの直系子孫がほとんどを占める。
この3頭が生きていた時代は、サラブレッドと言う概念が成立する前であり、いずれもサラブレッドではない。後世に「サラブレッド」として品種が確立されたウマの父系先祖をたどった場合に、個体の記録が公式に残っているものとして行きつく最古の馬、ということである。
現在のサラブレッドの定義の基礎となっている『ジェネラルスタッドブック』には、この3頭を含めて100頭以上の種牡馬が記録されているが、三大始祖以外の種牡馬の父系子孫はいずれも絶えており、現存していない。ただし、「絶えた」というのは父系に限った場合に言えることで、他の牡馬も「父の母の父」というような母経由をも含めると現存サラブレッドの先祖に現れる。それも含めた遺伝的貢献度を計算すると、1位はゴドルフィンアラビアン（14.5％）、2位はダーレーアラビアン（7.5％）、3位はカーウェンズベイバルブ（5.6％）、4位はバイアリーターク（4.8％）、となる。

### 三大始祖と三大基礎種牡馬
日本では、上記それぞれの父系子孫で、これらの父系を発展させた3頭を三大始祖と称する場合もある。
- ダーレーアラビアン - エクリプス
- バイアリーターク - ヘロド
- ゴドルフィンアラビアン - マッチェム

サラブレッドの場合、エクリプスを介さないダーレーアラビアンの父系子孫は現存しておらず、ほかの系統も同様である。したがって、現存のサラブレッドについては、ダーレーアラビアンの父系子孫はすべてエクリプスの父系子孫となる。
このため、現存のサラブレッドを分類する場合、エクリプス系、ヘロド系、マッチェム系と3つに大別する場合がある。混同を避けるため前者を三大始祖、後者を三大基礎種牡馬として区別する場合もあるが、英語圏で三大基礎種牡馬（three foundation stallions）と言った場合、ダーレーアラビアン、ゴドルフィンアラビアン、バイアリータークの3頭を指す。ほかに三大根幹種牡馬などとも言う。

### サラブレッド以外
三大始祖は本来はサラブレッドにおける概念であるが、サラブレッドは他の品種の改良にも使われたため、中間種でも三大始祖のいずれかが系図上の始祖となっていることが多い。競走馬として使われるスタンダードブレッドは、エクリプスを介さないダーレーアラビアン系であるフライングチルダーズ系が実に99%をも占める。イタリア史上最強馬と呼ばれたヴァレンヌを例にとると
ヴァレンヌ
父Waikiki Beach→Speedy Somolli→Speedy Crown→Speedy Scot→Speedster→Rodney→Spencer Scott→Scotland→Peter Scott→Peter the Great→Pilot Medium→Happy Medium→ハンブルトニアン 10→Abdallah→Mambrino II（これ以前はサラブレッド）→メッセンジャー→マンブリノ→エンジニア→サンプソン→ブレイズ→フライングチルダーズ→ダーレーアラビアン（22代前がダーレーアラビアン）
となっている。ただし、スタンダードブレッド以外のトロッターにまで広げると、マッチェム系も若干の勢力を持っている。

## 歴史

### 成立

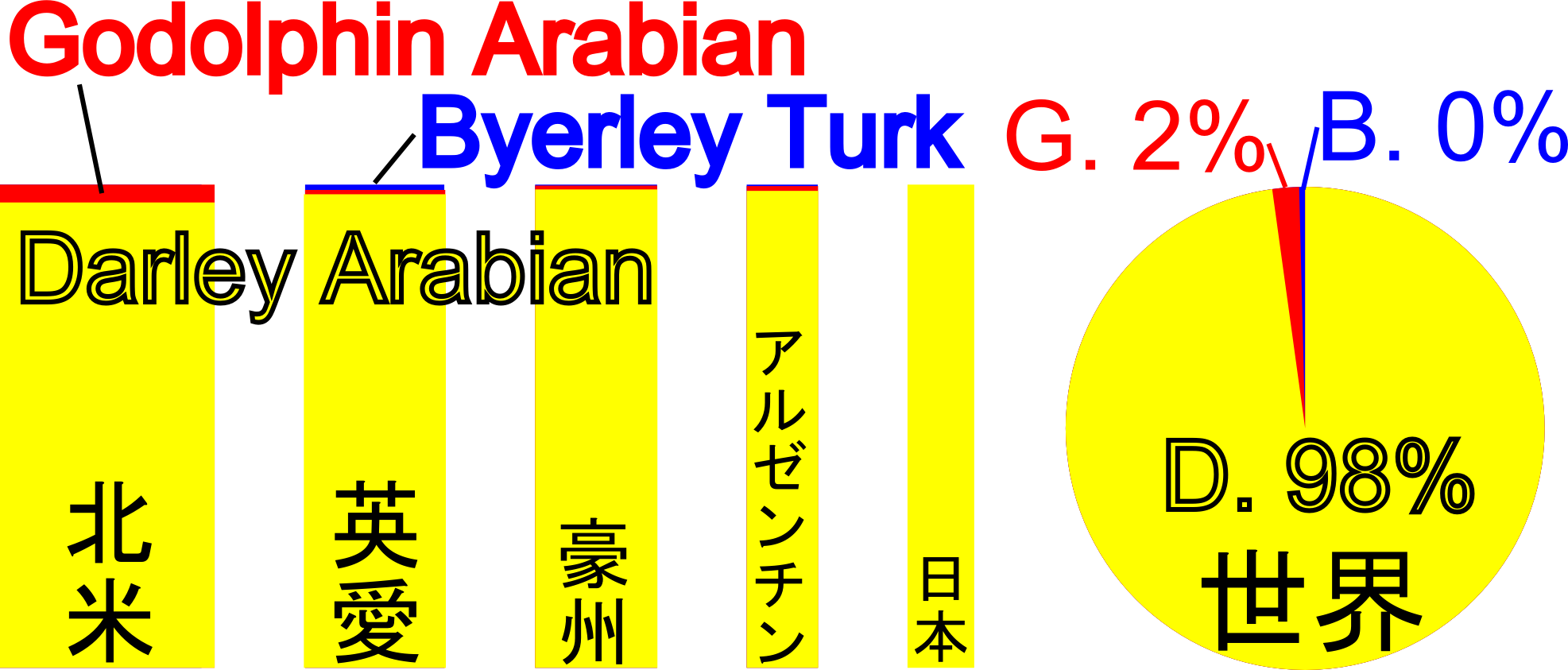
2016年生産頭数における各系統シェア（南半球は2015/16）。バーの幅は国ごとの生産頭数の大きさによる。

三大始祖はサラブレッドがまだイングランドのランニングホースと呼ばれていた時代にさかのぼる。当時は三大始祖以外の父系も数多く存在していた。代表的な物としては、オルコックアラビアン系や、ダーシーズホワイトターク系があり、ジェネラルスタッドブック第一巻には三大始祖を含めた102頭の基礎種牡馬が記載されている。
これら102頭の内実際に父系を伸ばせたのは10数頭であったが、それでも18世紀初頭には必ずしも現在の三大始祖が特別な地位を占めていたわけではなかった。ダーレーアラビアンはフライングチルダーズの父として著名であったが、ゴドルフィンアラビアンはまだ種牡馬として活躍する前で、若干古いスパンカー（ダーシーズイエローターク系）やベイボルトン（ダーシーズホワイトターク系）の父系も強かった。
18世紀中ごろになると三大始祖以外の父系は衰退し相次いで絶えていった。その中で唯一クラブを経由したオルコックアラビアンの系統がなおも残り、スペクテイターなどはマッチェムを破る活躍を見せた。
スペクテイターは種牡馬としても成功したが、種牡馬成績はマッチェムの方が遥かに優れ、父系が発展することは無かった。更に、エクリプスやヘロド、ハイフライヤーが種牡馬として登場し、オルコックアラビアン系に止めを刺した。
この系統の最後の活躍馬は1782年に生まれたエイムウェルである。既にセントレジャーやダービーと言ったレースが開始されており、ヘロドが死んでハイフライヤーの時代になろうとしていた。エイムウェルは父がマークアンソニー、その父スペクテイターで、イギリスダービーを制した。サラブレッド史上、三大父系に属さない馬として唯一のイギリスクラシック勝利馬、ということになる。しかし、種牡馬として成功できず、供用された記録すら残っていない。マークアンソニーの仔はなおも散発的に走ったが、父系は残らなかった。こうして19世紀初頭、事実上三大始祖が成立した。
アメリカンスタッドブックによると、北米には19世紀初頭段階でもオルコックアラビアンとダーシーズホワイトターク、セントヴィクターズバルブの子孫が残っていたことが記録されている。特筆すべき馬は含まれておらず（母系を通じてサラブレッド血統に残った馬は存在する）、それらも19世紀中ごろまでには全て消滅した。

## 各系統
エクリプス系
ダーレーアラビアンに遡る父系である。エクリプス自身はヘロド-ハイフライヤー親子の活躍の前に一度もチャンピオンサイア－になれなかったが、19世紀にタッチストンやストックウェルが出て父系を拡大し続けた。19世紀末には傍系のキングファーガスの子孫から史上最も強力な種牡馬であるセントサイモンが出ており、このころまでにはサラブレッドの父系において支配的な勢力を確立した。現在前述のストックウェルの子孫、ベンドアからファラリスを経てネアルコ又はネイティヴダンサーに至る父系が多く、中でも前者の主流であるノーザンダンサー系と、後者の主流であるミスタープロスペクター系は、サラブレッドから他の父系を排除する勢いで拡大している。エクリプス系内でもこれらのファラリス以外の父系に属する馬はかなり珍しくなっている。
2016年生産頭数におけるシェアは、殆どの国が90%台後半である。特に日本は99.96%に達する。比較的シェアの低い国は韓国91.7%、ブラジル92.9%などがある。
マッチェム系
ゴドルフィンアラビアンに遡る父系である。18世紀中ごろにマッチェムが出たが、ヘロドやエクリプスの時代には既に支配的な地位を失っており、その後も拡大することは無かった。20世紀では、ハリーオンやマンノウォーの父系が伸び、前者は21世紀現在勢力を失っているが、後者からリローンチを経た系統がアメリカで強く、ティズナウなどの種牡馬が多数活動している。ただし、近年は韓国に多数の種牡馬が輸出されたため、やや勢いが衰えている。その一方で、アイルランドにいるドリームアヘッド（マンノウォーからノウンファクトを経る系統）が成功しつつあり、今後勢力を拡大するとみられる。
2016年生産頭数におけるシェアでは、韓国8.3%、ブラジル7.1%、アメリカ3.7%、インド2.3%などの地域で比較的シェアが高い。頭数ベースではアメリカ合衆国が最多となっている。その他イギリス、オーストラリア、ドイツ、アルゼンチンなどでも1%前後のシェアを有しており、全世界では1.8%となっている。
ヘロド系
三大始祖の中で最も小さい父系がヘロド系である。三大始祖が成立したころはヘロド-ハイフライヤー-サーピーターティーズルの父子孫が1777年から1809年までの33年間に31回も首位種牡馬となった様に圧倒的であったが、現在は著しく衰退している。英愛を除き、世界的に競馬場でこの系統に属す馬を見るのは非常に稀となっていて、トウルビヨンやザテトラークを経た数頭のマイナーな種牡馬がプライベートに供用されるのみに後退した。
父系存続の可能性が最も高いのは、イギリスに残る、トウルビヨンからアホヌーラ、そしてインディアンリッジを経た系統である。現在残るヘロド系の大半がイギリスに集中しているにもかかわらず、この国でもヘロド系が占める位置はほんの僅かで、シェアにして1%程度に過ぎない。それなりに繁殖牝馬を集めることができる種牡馬として、パールシークレット、ドゥーナデンの2頭が活動している。何れもスプリントとステイヤー路線を走った格安種牡馬である。
2016年生産頭数におけるシェアでは、フランス1.4%、インド1.4%、イギリス0.9%となっており、頭数ベースではイギリスが最多である。その他の国ではほぼゼロに低下している。日本では2016年にギンザグリングラス産駒の2頭が血統登録されている（シェアにして0.03%）。なお、フランスも種付け頭数を集めていたリンガリが南アフリカ共和国に輸出されたため、2017年以降はゼロ近くに低下するとみられている。

## 現在のサラブレッドの例
オルフェーヴル
父ステイゴールド → サンデーサイレンス → Halo → Hail to Reason → Turn-to → Royal Charger → Nearco → Pharos → Phalaris → Polymelus → Cyllene → Bona Vista → Bend Or → Doncaster → Stocckwell → The Baron → Birdcatcher → Sir Hercules → Whalebone → Waxy → Potoooooooo → Eclipse → Marske → Squirt → Bartlet's Childers → ダーレーアラビアン（ダーレーアラビアンの26代子孫）
アイネスフウジン
父シーホーク → Herbager → Vandale → Plassy → Bosworth → Son-in-law → Dark Ronald → Bay Ronald → Hampton → Lord Clifden → Newminster → Touchstone → Camel → Whalebone → Waxy → Potoooooooo → Eclipse → Marske → Squirt → Bartlet's Childers → ダーレーアラビアン（ダーレーアラビアンの21代子孫）
シンボリルドルフ
父パーソロン → Milesian → My Babu → Djebel → Tourbillon → Ksar → Bruleur → Chouberski → Gradefeu → Cambyse → Androcles → Dollar → The Flying Dutchman → Bay Middleton → Sultan → Selim → Buzzard → Woodpecker → Herod → Tartar → Partner → Jigg → バイアリーターク（バイアリータークの23代子孫）
ミスターシービー
父トウショウボーイ → テスコボーイ → Princely Gift → Nasrullah → Nearco → Pharos → Phalaris → Polymelus → Cyllene → Bona Vista → Bend Or → Doncaster → Stocckwell → The Baron → Birdcatcher → Sir Hercules → Whalebone → Waxy → Potoooooooo → Eclipse → Marske → Squirt → Bartlet's Childers → ダーレーアラビアン（ダーレーアラビアンの24代子孫）
シンザン
父ヒンドスタン → Bois Roussel → Vatout → Prince Chimay → Chaucer → St.Simon → Galopin → Vedette → Voltigeur → Voltaire → Blacklock → Whitelock → Hambletonian → King Fergus → Eclipse → Marske → Squirt → Bartlet's Childers → ダーレーアラビアン（ダーレーアラビアンの19代子孫）
セントライト
父ダイオライト → Diophon → Grand Parade → Orby → Orme → Ormonde → Bend Or → Doncaster → Stocckwell → The Baron → Birdcatcher → Sir Hercules → Whalebone → Waxy → Potoooooooo → Eclipse → Marske → Squirt → Bartlet's Childers → ダーレーアラビアン（ダーレーアラビアンの20代子孫）
クライムカイザー
父ヴェンチア → Relic → War Relic → Man o' War → Fair Play → Hastings → Spendthrift → Australian → West Australian → Melbourne → Humphrey Clinker → Comus → Sorcerer → Trumpator → Conductor → Matchem → Cade → ゴドルフィンアラビアン（ゴドルフィンアラビアンの18代子孫）

## アメリカンダミー
三大始祖以外の馬が現在も種牡馬として活動しているとする見解も一部にはある。日本の血統研究家の中島国治は、かつてのアメリカにおいてはクォーターホースをはじめとするサラブレッド以外の品種の馬の仔が、血統を偽ってサラブレッドとして登録されていたと主張し、三大始祖以外、それもサラブレッド以外の品種の父系子孫が現在も種牡馬として活動しているという説を唱えている。そのような馬のことを中島はアメリカンダミーと呼び、近親交配を解消するための有効な手段だと主張した。
なお、競走用クォーターホースはハーミットとヒムヤーの子孫が大半であり、残りも新興のファラリス系がほとんどである。基本的にエクリプス系に属していると考えてよい。

## Y染色体ハプロタイプ
父系に付随して遺伝するY染色体の調査も行われている。これによると三大始祖は何れもHT2と呼ばれるハプロタイプを持っていたと考えられ、Y染色体で父系を区別することはできない。しかし、幸運なことにダーレーアラビアンから8代目のWhalebone以降はY染色体のYE3領域に突然変異（1塩基の欠失）が発生しておりHT3に分類され追跡が可能である。なお、牝系では系図の誤りが見つかっている一方、父系では非サラブレッドまで広げてDefence(1824)、Goldschaum(1891)の子孫などかなりマイナーな父系を含む116頭について調べられたが、HT2とHT3の出現は血統書に忠実で矛盾は見つからなかった。家畜馬全体で支配的なHT1と呼ばれるハプロタイプの混入もなかった。
HT2はサラブレッドの3.5%を占める。馬が家畜化されてからかなり経過してHT1から派生したタイプで、西アジアに多くアラブ種の50%がこれである。西ヨーロッパ在来馬にはほとんど存在せず、三大始祖の東方馬起源説を裏付ける。サラブレッドのヘロド系、マッチェム系、セントサイモン系がHT2に所属する他、ダーレーアラビアン系から早期に派生し、中間種に残るヤングマースク系、フライングチルダーズ系もHT2となっている。
HT3はHT2の派生タイプであり、サラブレッド及びその影響を受けた馬種に限られる。サラブレッドではおおよそ96.5%を占める。サラブレッドWhaleboneの父系子孫がこのタイプであって、PotooooooooまたはWaxy、Whalebone何れかの世代でY染色体のYE3領域に突然変異が発生し、区別できるようになったと考えられている。なお、この領域に意味のある遺伝子は存在していない。また、家畜馬のY染色体は元々極端に多様性が低く、タンパク質コード領域は、X染色体と組換えを起こしやすい擬似常染色体領域(PAR)を除いてほぼ全ての家畜馬で一致している。

## その他
- インドには三大始祖とオルコックアラビアンを記念したダーレーアラビアンステークス、ゴドルフィンバルブステークス、バイアリータークステークス、オルコックアラビアンステークス（すべてインド国内GIII）という競走がある。
- 馬主法人であるゴドルフィン、ダーレー・ジャパン・レーシングの名も三大始祖がもとになっている。
- メダルゲームの『STARHORSE』シリーズには、三大始祖が登場し架空の競馬場で競走するレース（ゲーム上で行われる架空のレース）がある。ただし三大始祖で現実に競走で使われたのはバイアリータークだけである。
- ゲームアプリ『ウマ娘 プリティーダービー』で登場した「三女神」が三大始祖をモチーフとしている。なお、ゲームリリース当初には「三女神」のモチーフ元にあたるサラブレッドが明確にされていなかったが、上記の『STARHORSE』シリーズとのコラボシナリオにて三女神がキャラクターとして登場したのに伴い正式に設定された。